# FilmOut San Diego 2008
La 4ª edizione del FilmOut San Diego si è tenuta dall'11 al 17 aprile 2008 a San Diego, California.

## Premi

### FilmOut Festival Awards
- Best Narrative Feature: James Vasquez, Carrie Preston, Mark Holmes e Sebastian Jobin - Ready? OK!
- Best Screenwriting: Casper Andreas & Jesse Archer - A Four Letter Word
- Miglior attore: Matthew Montgomery - Back Soon, Socket
- Miglior attrice: Carrie Preston - Ready? OK!
- Miglior attore non protagonista: Christian Camargo - The Picture of Dorian Gray
- Miglior attrice non protagonista: Virginia Bryan - A Four Letter Word
- Miglior film internazionale: Juan Flahn - Chuecatown
- Miglior documentario: Mark Schoen - Betty Dodson: Her Life of Sex and Art
- Best Narrative Short Film: Dave Perkal - The Frank Anderson
- Best Documentary Short Film: Coming Out Trans
- Miglior fotografia: Brian Jackson - The Picture of Dorian Gray
- Miglior regista: Duncan Roy - The Picture of Dorian Gray

### FilmOut Audience Awards
- Best First Narrative Feature: Sam Zalutsky - You Belong to Me
- Best Narrative Feature: Jamie Babbit, Stacy Codikow, Lisa Thrasher e Andrea Sperling - Itty Bitty Titty Committee
- Best Documentary Feature: Mark Schoen - Betty Dodson: Her Life of Sex and Art
- Best Narrative Short Film: David Jahn - Day Stripper
- Best Documentary Short Film: Jen Gilomen - Marina And Her Two Moms
- Miglior colonna snoroa: Itty Bitty Titty Committee

### FilmOut Programming Awards
- Freedom Award: Mark Schoen & Betty Dodson - Betty Dodson: Her Life of Sex and Art
- Outstanding Emerging Talent: James Vasquez - Ready? OK!
- Outstanding Artistic Achievement: Jamie Babbit - Itty Bitty Titty Committee